# Ashlee Ankudinoff
Ashlee Ankudinoff (Sydney, 20 d'agost de 1990) és una ciclista australiana que ha destacat en la pista especialment en persecució.

## Palmarès en pista
- 2008
  -  Campiona del món júnior en Persecució
  -  Campiona del món júnior en Persecució per equips (amb Sarah Kent i Megan Dunn)
  -  Campiona d'Oceania en Persecució per equips (amb Sarah Kent i Josephine Tomic)
  -  Campiona d'Oceania en Puntuació
  -  Campiona d'Oceania en Òmnium
- 2010
  -  Campiona del món en Persecució per equips (amb Josephine Tomic i Sarah Kent)
  -  Campiona d'Austràlia en Òmnium
- 2011
  -  Campiona d'Oceania en Scratch
  -  Campiona d'Oceania en Òmnium
- 2012
  -  Campiona d'Oceania en Persecució
  -  Campiona d'Oceania en Puntuació
  -  Campiona d'Oceania en Persecució per equips (amb Annette Edmondson i Isabella King)
  -  Campiona d'Austràlia en Òmnium
- 2014
  -  Campiona d'Oceania en Scratch
- 2015
  -  Campiona del món en Persecució per equips (amb Annette Edmondson, Melissa Hoskins i Amy Cure)
- 2016
  -  Campiona d'Austràlia en Persecució
- 2017
  -  Campiona d'Oceania en Persecució
  -  Campiona d'Oceania en Persecució per equips (amb Annette Edmondson, Amy Cure i Alexandra Manly)
  -  Campiona d'Austràlia en Òmnium

### Resultats a laCopa del Món en pista
- 2009-2010
  - 1a a Pequín, en Persecució per equips
- 2015-2016
  - 1a a Cambridge, en Persecució per equips
- 2016-2017
  - 1a a Cali, en Persecució per equips